# Arthur Gossard
Arthur C. Gossard (Ottawa, Illinois, 18 de junho de 1935) é um físico estadunidense.
Gossard estudou na Universidade Harvard, onde obteve o bacharelado em 1956. Obteve um doutorado em 1960 na Universidade da Califórnia em Berkeley. Trabalhou depois de 1960 a 1987 no Bell Labs, onde descobriu em 1981 o efeito Hall quântico (FQHE) em trabalho conjunto com  Horst Ludwig Störmer e Daniel Chee Tsui, tendo estes recebido o Nobel de Física de 1998. É desde 1987 professor da Universidade da Califórnia em Santa Bárbara.
Em 1984 recebeu com Tsui e Störmer o Prêmio Oliver E. Buckley de Matéria Condensada. Em 2001 recebeu o Prêmio James C. McGroddy para Novos Materiais da American Physical Society. É desde 2001 membro da Academia Nacional de Ciências dos Estados Unidos

## Obras
- com Tsui, Störmer: Two dimensional Magnetotransport in the extreme quantum limit. Phys.Rev. Lett., V. 48, 1982, p. 1559–1562 (descobera do Efeito Hall quântico)